# قلعة نهبندان
قلعة نهبندان هي قلعة تعود لمملكة فرثيا، وتقع في نهبندان في محافظة خراسان الجنوبية في إيران.